# 켄죠우 아키라
켄죠우 아키라(일본어: 剣城あきら)는 도에이 애니메이션 키라키라☆프리큐어 아라모드에 등장하는 가공의 인물이다. 애니메이션 성우는 모리 나나코이다.

## 프로필
| 켄죠우 아키라        | 켄죠우 아키라              |
| -------------------- | -------------------------- |
| 성별                 | 여자                       |
| 생일                 | 9월 24일                   |
| 별자리               | 천칭자리                   |
| 상징 스윗츠          | 초콜릿                     |
| 소속                 | 키라파티                   |
| 포지션               | 주연, 조력자, 히로인       |
| 변신체               | 큐어 쇼콜라                |
| 상징색               | 빨간색                     |
| 등장 프리큐어 시리즈 | 키라키라☆프리큐어 아라모드 |

## 인물
키라키라☆프리큐어 아라모드에 등장하는 소녀.
17세의 여고생으로 보이시한 스타일에 온화한 마음씨를 지녔다. 남성적인 외모와 목소리를 가지고 있는데다가 사복 역시 바지를 항상 입고있기 때문에 남자로 오해를 받지만 사실은 여자이다.
벽 위에서 떨어진 우사미 이치카를 받아낸 것을 계기로 그녀와 친해지게 되었으며 힘도 장사급이었다. 운동도 잘하는 편이다.
의외로 여자답게 귀여운 것을 좋아하는 편이다.
동생인 미쿠를 무지 아낀다.

## 큐어 쇼콜라
켄죠우 아키라가 프리큐어로 변신한 모습. 상징색은 빨간색, 상징 스위츠는 초콜릿이다.
숏컷에 왕자풍의 스타일로 나오며 평범한 미니 스커트를 입고 나온다. 다른 프리큐어들이 상징 스위츠 모양이 치마를 입고 있는 반면 이쪽은 망토가 상징 스위츠(초콜릿) 같이 갈색이다.

### 필살기
- 쇼콜라 아로마제